# Hilara magica
Hilara magica är en tvåvingeart som beskrevs av Josef Mik 1887. Hilara magica ingår i släktet Hilara och familjen dansflugor. Inga underarter finns listade i Catalogue of Life.